# Tecla Insertar

La tecla insertar entre otras teclas

La Tecla de insertar Insert (a menudo abreviada como Ins) es una tecla que se encuentra comúnmente en los teclados de computadora.
Se utiliza principalmente para cambiar entre los dos modos de ingreso de texto en una computadora personal (PC) o procesador de textos:
- Modo sobreescribir, en el cual el cursor, al escribir, sobrescribe cualquier texto que esté presente en la ubicación actual; y
- Modo insertar, donde el cursor inserta un carácter en su posición actual, forzando a todos los caracteres a pasar una posición más.

La alternancia del modo insertar/sobrescribir no es global para la computadora o incluso para una sola aplicación, sino más bien local para la ventana de entrada de texto en la que se presionó la tecla Insertar.

## Resumen
En los primeros entornos informáticos basados en texto y terminales, cuando el cursor está en modo de sobrescritura, se representaba como un bloque que rodeaba toda la letra para ser superpuesta; cuando estaba en modo de inserción, el cursor consistía en la barra vertical que es muy común entre las aplicaciones modernas, o un subrayado parpadeante debajo de la posición donde se insertaría un nuevo carácter.
En los teclados modernos, la tecla Insertar solo está presente en el bloque de control entre las teclas alfabéticas y el teclado numérico. Originalmente, se proporcionó una tecla de inserción en el bloque de teclas alfabéticas junto a una tecla de borrado; ambos se han eliminado a favor de una tecla de retroceso de tamaño doble. La clave a menudo se difamaba como innecesaria y era más probable que se activara accidentalmente que intencionalmente.
Cuando el mapa de teclas usa código octal, la tecla deseada se puede configurar enviando \e\161 para realizar la función «insertar».[cita requerida]

## Uso de la aplicación
Las aplicaciones modernas de procesamiento de textos funcionan en modo de inserción en forma predeterminada, pero aún se pueden cambiar al modo de sobreescritura presionando la tecla Insertar. Algunas aplicaciones indican el modo de sobrescribir con un cuadro de cursor de ancho de letra, a diferencia del cursor angosto estándar; sin embargo, otros usan el cursor angosto para ambos modos e indican sobrescribir con un indicador «OVR» en la barra de estado.
La tecla Insertar, cuando se presiona junto con Control o Mayús, también se puede usar para copiar o pegar en Microsoft Windows y otros sistemas operativos. Este comportamiento viene del estándar Common User Access.
Los lectores de pantalla usan la tecla de inserción como tecla de acceso rápido para leer texto, pronunciar información de formato o abrir el menú o la ventana de configuración del lector de pantalla.